# شركة أميوزي
أميوزي، إنك. ( (株式会社　アミューズ Kabushikigaisha Amyūzu) هي شركة ترفيهية يابانية  التي توفر خدمات الفنان. يتضمن الفنانين تشمل؛ عارضي الأزياء، الموسيقيين، وهكذا.
أميوزي تنتج برامج التلفزيون والإذاعة، الأفلام التجارية، والأفلام. المصالح الأخرى في المنشور، برامج الموسيقى، وأعمال كيل تجارية مسجلة. إن  متحف أميوزي الخاص والتذي يقع في أساكوسا، طوكيو، وهو مملوك من قبل الشركة. ويعرض لوحات أوكييو إي و النسيج. في يناير 2016، أميوزي مع شراكة  نيو جابان برو ريسلينغ.

## وصلات خارجية
- أميوزي مشارك